# Friedrich Demmer (Sänger, 1785)
Friedrich Demmer (* 1785 in Berlin; † 15. April 1838 in Mariahilf in Wien) war ein österreichischer Opernsänger (Tenor), Schauspieler und Regisseur und der möglicherweise erste Florestan in Beethovens Oper Fidelio.

## Leben
Friedrich Demmer war ein Sohn von Carl Demmer, der ab 1804 am Theater an der Wien tätig war. Bereits 1807/08 gehörte auch ein „Hr. Demmer, Sohn“ – höchstwahrscheinlich Friedrich Demmer – zum Ensemble des Theaters an der Wien. Am 16. Mai 1814 debütierte „Hr. Fr. Demmer“ als Anton in August Wilhelm Ifflands Schauspiel Die Jäger im k. k. Hoftheater.
Im Wiener Künstlerverzeichnis von Franz Heinrich Böckh wird er 1821 wie folgt verzeichnet: „Demmer Fridrich [!], Sänger im k. k. privil. Theater an der Wien. Im Theater-Gebäude daselbst Nr. 26.“ Im August 1822, bei der administrativen Zusammenlegung des Theaters an der Wien mit dem Kärntnertor-Theater durch Graf Ferdinand Pálffy von Erdőd, bildete Friedrich Demmer mit Ignaz von Seyfried das Musikkomitee beider Theater.
Im Dezember 1824 erschien von dem Schauspieler Carl Friedrich Müller ein Musikalisches Angebinde zum neuen Jahre, „seinem geschätzten Freunde Herrn Friedrich Demmer, Regisseur des k. k. priv. Theaters an der Wien zugeeignet“, das auch ein Werk von Ludwig van Beethoven enthält: den Walzer Es-Dur WoO 84, entstanden am 21. November 1824.
Demmer war an dem Theater auch in späteren Jahren als Regisseur tätig. Vom September 1829 bis 1834 wirkte er als Sänger und dann bis zu seinem Tod als Ober-Regisseur des k. k. Hofoperntheaters am Kärntnertor.
Am 15. April 1838 verstarb „Hr. Friedrich Demmer, Regisseur im k. k. Hoftheater nächst dem Kärntnerthor, alt 52 Jahr, zu Mariahülf Nr. 74, an der Lungensucht“. In einem kurzen Nachruf schrieb Ignaz Franz Castelli: „Hr. Demmer war ein tüchtiger Schauspieler, ein wackerer Musiker und Capellmeister, ein musterhafter Regisseur und – ein braver Mann.“
Ferdinand von Seyfried bezeichnete ihn rückblickend als „Universalgenie“.